# Regione di Oš
La regione di Oš (in kirghiso Ош облусу?, Oş oblusu; in russo Ош областы?, Oš oblasty) è una regione (oblast) del Kirghizistan con capitale Oš; in virtù della sua posizione (parte del territorio è ubicato nella valle di Fergana), ospita una considerevole minoranza uzbeka.

## Geografia antropica

### Suddivisioni amministrative
La regione di Oš è suddivisa in sette distretti
| Distretto  | Capitale      |
| ---------- | ------------- |
| Alaj       | Gülçö         |
| Aravan     | Aravan        |
| Čong-Alaj  | Daroot-Korgon |
| Kara-Kulža | Kara-Kulža    |
| Kara-Suu   | Kara-Suu      |
| Nookat     | Nookat        |
| Uzgen      | Uzgen         |